# Mattoni
El agua mineral Mattoni procede de Karlovy Vary, una ciudad de la República Checa.

## Historia
La historia de esta marca comienza en 1864 cuando Heinrich Mattoni (1830-1910) se hizo con la producción de agua mineral de una pequeña ciudad balneario llamada Kyselka situada al oeste de Bohemia. Mattoni expandió su negocio construyendo una moderna planta de embotellado e inaugurando una infraestructura dedicada a la distribución para poder abastecer su producto a los clientes del spa en Kyselka y por toda Bohemia. En los años de 1880, la marca se constituyó como una de las más conocidas en Europa. En 1910, año de la muerte de Mattoni, ya se habían exportado 10 millones de botellas a otros países.

## Actualidad
En la actualidad, Mattoni pertenece a Carlsbad Mineral Water (En checo: Karlovarské Minerální Vody), la mayor productora de agua mineral y de manantial de este país. Como muchas otras marcas, también hay a la venta Mattoni de sabores.

## Otros productos exportados
- Cristal de la fábrica Moser. Llamado cristal de los reyes, por la cantidad de vasos de esta fábrica que se encuentran en muchas familias reales.
- Becherovka (nombre original: Becher Bitter) un aperitivo inventado por David Becher, destilado según una receta secreta desde 1807.
- Rosas petrificadas en el agua termal. Se venden para regalo.
- Galletas de Karlovy Vary
- Porcelana producida en Karlovy Vary mismo y en Chodov.
- Sal mineral para curas en el baño y sal mineral apta para el consumo humano.

- Datos: Q183112
- Multimedia: Mattoni / Q183112